# Kazimierz Grzybowski (prawnik)
Kazimierz Grzegorz Ignacy Grzybowski (ur. 19 lipca 1907 w Czortkowie, zm. 27 kwietnia 1993 w Durham) – polski prawnik, specjalista prawa międzynarodowego, sowietolog.

## Życiorys
Kazimierz Grzybowski urodził się 19 lipca 1907 w Czortkowie [niektórzy podają błędnie, że urodził się we Lwowie].  W 1929 r. ukończył studia na Wydziale Prawa Uniwersytetu Jana Kazimierza we Lwowie. Już na trzecim roku studiów, w 1928 r. został demonstratorem przy Katedrze Prawa Politycznego i Prawa Narodów UJK prof. Ludwika Ehrlicha, a od 1930 r. pracował jako starszy asystent. Jako stypendysta Fundacji Kościuszkowskiej (The Kosciuszko Foundation) przebywał przez rok (1931-1932) na amerykańskim Uniwersytecie Harvarda, gdzie uzyskał stopień naukowy doktora na podstawie pracy o artykule 60 Statutu Stałego Trybunału Sprawiedliwości Międzynarodowej. W 1933 r. na podstawie pracy pt. Artykuł 18 Paktu Ligi Narodów (wydanej w 1934 r.) uzyskał stopień doktora praw UJK we Lwowie. W tym samym roku rozpoczął zajęcia na Studium Dyplomatycznym UJK kierowanym przez prof. Ehrlicha, prowadząc ćwiczenia do wykładu prof. Ehrlicha Nowe instytucje prawa narodów. W 1937 r. dzięki stypendium z Geneva Research Centre odbył trzymiesięczne studia w Genewie. Po powrocie opublikował cenna rozprawę pt. Trybunały międzynarodowe a prawo wewnętrzne (Lwów 1937) [wydana w reprincie w ramach „Biblioteki Przeglądu Sejmowego” w 2012 r.]. na jej podstawie mocą uchwały Rady Wydziału Prawa UJK z 7 grudnia 1937 r. habilitował się z zakresu prawa narodów, a Ministerstwo Wyznań Religijnych i Oświecenia Publicznego zatwierdziło habilitację 11 stycznia 1938 r.. Odtąd pracował jako docent prawa narodów. prowadził wykład Proces międzynarodowy oraz na Kursie Prawa Lotniczego UJK wykład Lotnictwo w prawie narodów.
Po wybuchu II wojny światowej, kampanii wrześniowej i agresji ZSRR na Polskę z 17 września 1939 oraz kapitulacji Lwowa rozpoczął działalność w Związku Demokratycznym Docentów i Asystentów UJK w październiku 1939, zorganizowanym na Katedrze Prawa Międzynarodowego UJK (wraz z nim m.in. inni pracownicy naukowi lwowskiego Wydziału Prawa: Zenon Wachlowski i Władysław Mikuszewski).  Po przemianowaniu uczelni na Lwowski Państwowy Uniwersytet im. Iwana Franki decyzją władz sowieckich został zatrudniony na stanowisku laboranta w Katedrze Prawa Cywilnego Wydziału Prawa (podobnie jak inni polscy pracownicy naukowi w tym czasie, np. prof. Marian Zimmermann, doc. Marian Waligórski, doc. Władysław Mikuszewski). W kwietniu 1940 został aresztowany przez sowietów i deportowany w głąb Związku Radzieckiego (w tym czasie także aresztowani Wachlowski i Mikuszewski zostali zamordowani w ramach zbrodni katyńskiej). Odzyskał wolność na mocy układu Sikorski-Majski z 30 lipca 1941. Po ewakuacji z terenów ZSRR, od marca 1942 przebywał w Iranie, a latem 1942 trafił do Palestyny. Tam został wykładowcą dla polskich uchodźców na Wyższych Kursach Naukowych, które zorganizował prof. Kazimierz Rouppert. Pod koniec 1942 został dyrektorem Centrum Informacji na Wschodzie w Jerozolimie, a w 1944 dyrektorem tej placówki. Został stypendystą Funduszu Kultury Narodowej.
Po wojnie pozostał na emigracji. Mieszkał w Wielkiej Brytanii, później w Stanach Zjednoczonych. 
W latach 1948–1960 był doradcą rządu amerykańskiego do spraw sowieckich. Od 1950 należał do Polskiego Towarzystwa Naukowego na Obczyźnie. W latach 1951–1960 był analitykiem prawnym oraz wydawcą w Wydziale Europejskim w Bibliotece Kongresu USA (w European Law Division Library of Congres). W latach 1961–1962 pracował w Narodowym Centrum Prawa w George Washington University w Waszyngtonie. Od 1964 r. był profesorem prawa międzynarodowego na prestiżowym Uniwersytecie Duke’a (Durham w stanie Karolina Północna), dokąd został zaproszony przez Arthura Larsona. Był członkiem American Society of International Law.
Zmarł 26 kwietnia w Durham i został pochowany na tamtejszym cmentarzu Maplewood.
Jego żoną była Zofia z domu Szczerbowska (1909–2004).

## Publikacje
- Artykuł 18-ty paktu Ligi narodów (1934)
- Trybunały Międzynarodowe a Prawo Wewnętrzne (1937)
- Istota przemian prawnych Ligi Narodów (1938)
- Wymiar sprawiedliwości w świetle przepisów Konstytucji Kwietniowej (1939)
- Foreign investment and Political Control in Eastern Europe (1953)
- Government, law, and courts Behind the Iron Curtain: Land and peasant. 2 v (1955, współautor: Vladimir Gsovski)
- The Jakhontov Papers: Russo-Polish Relations (1914-1916) (1958)
- Socialist judges in the International Court of Justice (ok. 1960)
- The present state of Propaganda in International Law (ok. 1960, współautorzy: Arthur Larson, John B. Whitton)
- The campaigns in Western Europe: A Soviet interpretation (1961)
- The draft of the Civil Code of Poland (1962)
- Studies in Polish law (1962, współautor: Bronisław Hełczyński)
- Soviet legal institutions. Doctrines and social functions (1962)
- Peaceful settlement of International disputes in the communist bloc (1963)
- The international law collections of the Yale Law Library (1963)
- International organizations from the Soviet point of view (1964)
- The socialist commonwealth of nations. organizations and institutions (1964)
- The case of Wankowicz (1965)
- Soviet private international law (1965)
- Propaganda and the Soviet concept of world public order (1966)
- The present State of Propaganda in International Law (1966)
- Soviet law of diplomacy (1968)
- Poland in the collections of the Library of Congress. An overview (1968)
- Soviet public international law. Doctrines and diplomatic practice (1970)
- East-West trade (1972)
- Freedom of expression: An Essay (1972)
- Control of U.S. Trade with China: An overview (1973)
- Socialist legality and uncensored literature in the Soviet Union (1978)
- Reflections on UNCLOS III (1982)
- Soviet international law and the world economic order (1987)